# Cryptoplax striata
Cryptoplax striata är en blötdjursart som först beskrevs av Jean-Baptiste Lamarck 1819.  Cryptoplax striata ingår i släktet Cryptoplax och familjen Cryptoplacidae. Inga underarter finns listade i Catalogue of Life.